# Anre ibne Alas
- Babilónia: Babilônia
- de África: da África
- em África: na África

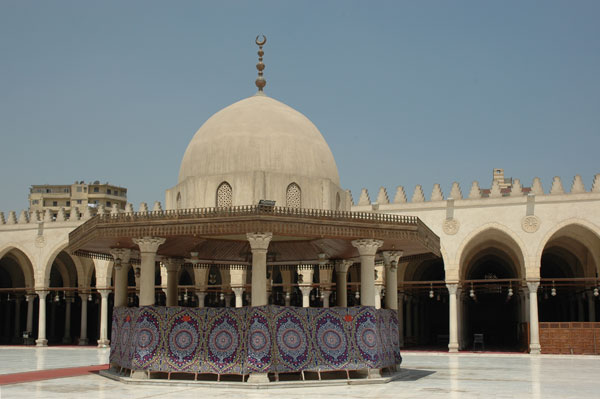
Pátio da Mesquita de Anre, fundada por Anre ibne Alas no Cairo em meados do século VII

Anre ou Ambre ibne Alas (em árabe: عمرو بن العاص‎; romaniz.: ʿAmr ibn al-ʿĀṣ; c. 573 – 6 de janeiro de 663) foi um general árabe muçulmano, um dos sahaba (companheiros de Maomé) e um político influente. Embora tenha começado por ser um dos líderes coraixitas que combateram o Islão, depois da sua conversão ao Islão em 629 subiu rapidamente na hierarquia militar muçulmana. Distinguiu-se na conquista árabe do sudoeste da Palestina, mas ficou famoso principalmente por ter liderado a conquista do Egito, onde fundou Fostate, antecessora do atual Cairo como capital provincial e em cujo centro construiu a mesquita que tem o seu nome, a primeira mesquita de África. Além de militar brilhante, Anre foi também um político astuto e influente e foi ele quem organizou o governo do Egito, nomeadamente o sistema de impostos e de justiça.

## Biografia

### Primeiros anos
Anre nasceu em Meca e era membro da nobreza do clã Banu Sahm, da tribo dos coraixitas (Quraysh). A sua mãe era Laila binte Harmalá, também conhecida como Al-Nabiga. e o seu pai, Alas ibne Uail, era o chefe dos Banu Sahm.
Antes de iniciar a sua carreira militar, Anre era um mercador que acompanhava caravanas ao longo das rotas comerciais do Médio Oriente, Ásia e Egito. Ao contrário do seu irmão Hixame, que foi um dos primeiros seguidores de Maomé, contra a vontade do pai, e à semelhança dos outros líderes coraixitas, Anre começou por ser convictamente hostil em relação ao Islão. Foi ele quem chefiou a delegação enviada pelos coraixitas ao negus (rei) da Abissínia (Etiópia) com o pedido para expulsar de volta os muçulmanos que lá se tinham refugiado para evitarem as perseguições em Meca ("Migração para a Abissínia" ou "Pequena Hégira"). O rei etíope (não há certeza se este era Axama ibne Abjar ou Arma, que podem ter sido a mesma pessoa) recusou-se a satisfazer o pedido dos coraixitas e recusou os presentes que eles lhe enviavam. Depois da fuga de Maomé para Medina (Hégira), Anre participou em todas as batalhas dos coraixitas contra os muçulmanos, tendo comandado um dos contingentes coraixitas na batalha de Uude.

### Durante a vida de Maomé
Na companhia de Calide ibne Ualide, cavalgou de Meca para Medina onde ambos se converteram ao Islão. Segundo algumas fontes (contraditas por outras), Anre seria casado com Um Cultum binte Uqueba, filha do líder coraixita Uqueba ibne Abu Muaiate e irmã de Ualide ibne Uqueba, companheiro do profeta, mas divorciou-se após se ter convertido.
Anre tornou-se rapidamente um destacado comandante do exército de Maomé, tendo comandado Abacar, Omar e Abu Ubaidá ibne Aljarrá na campanha de Dhat as-Salasil (também chamada "Expedição de Abu Ubaida ibne Aljarrá", "Expedição das Folhas" ou "do Peixe"). Além de comandante militar, Anre era também o líder religioso dos seus homens, dirigindo os serviços religiosos à frente dos seus oficiais.
Anre foi enviado a Omã e ali teve um papel determinante na conversão dos líderes daquele país, Jaifar e Abade ibne Aljulande. Foi governador daquela região até pouco tempo depois da morte de Maomé em 632.

### Durante os reinados de Abacar e Omar
Durante o reinado de Abacar como califa, a seguir à morte de Maomé, Anre foi enviado com os exércitos árabes que invadiram a Palestina. Acredita-se que o seu papel na conquista da região foi muito importante e sabe-se que esteve no cerco de Damasco de 634 e nas batalhas de Ajenadaim (634) e de Jarmuque (636).

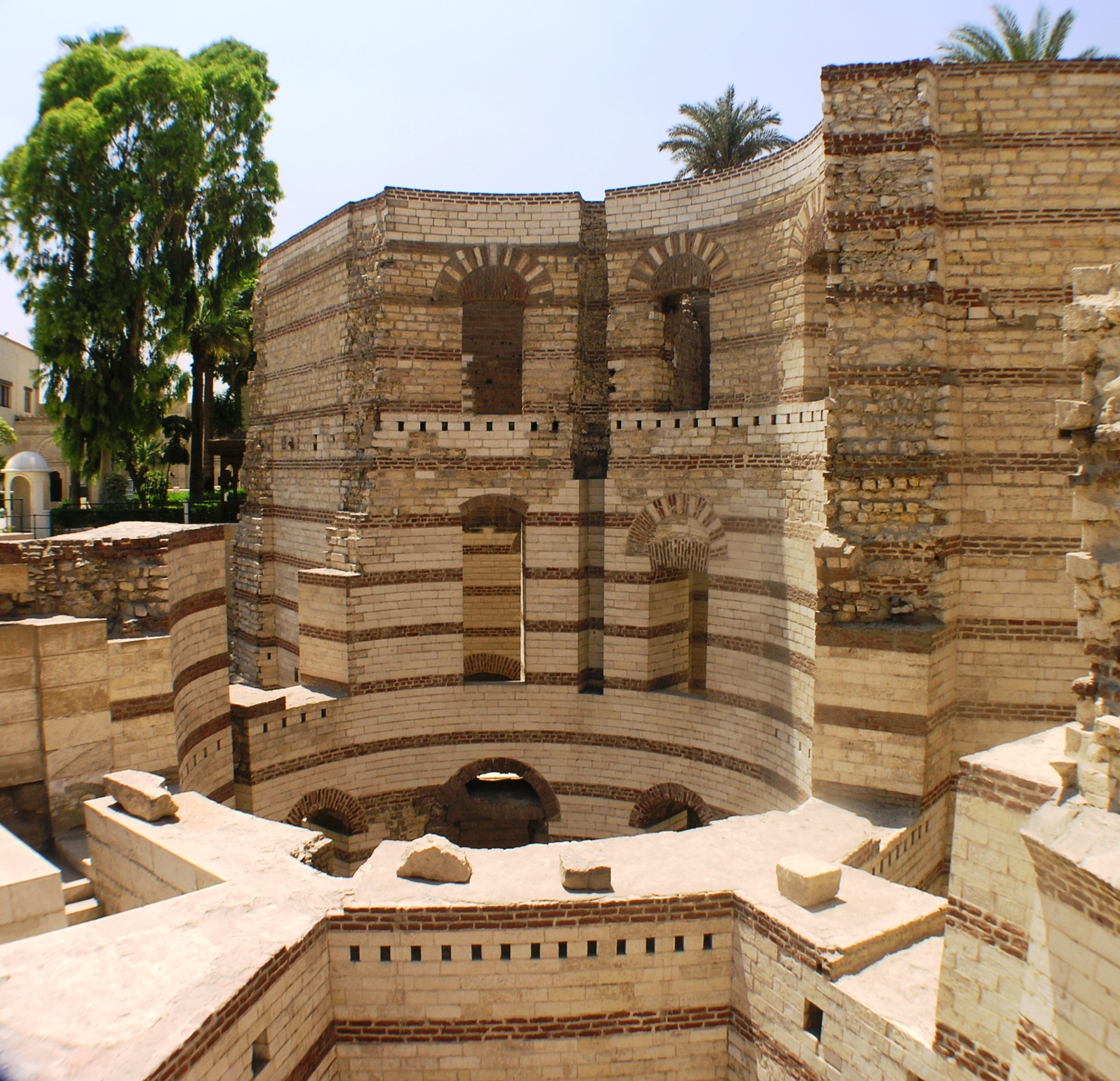
Ruínas da Fortaleza romano-bizantina de Babilónia

Após o êxito das campanhas contra os bizantinos na Síria, Anre sugeriu a Omar marchar sobre o Egito e Omar concordou. A verdadeira invasão começou no final de 640, quando Anre atravessou a península do Sinai com 3 500 a 4 000 homens. Os relatos dizem que ele passou o feriado da peregrinação em Alarixe de 12 de dezembro de 640. Depois de tomar a pequena cidade fortificada de Pelúsio (al-Farama) e repelir um ataque de surpresa  dos bizantinos perto de Bilbeis (outra cidade fortificada), Anre dirigiu-se à Fortaleza de Babilónia[carece de fontes?] (no que é atualmente a zona chamada de Cairo Copta).
Depois de algumas escaramuças a sul dessa área, Anre marchou sobre Heliópolis com reforços de 12 000 homens que tinham chegado a 6 de junho de 640 vindos da Síria. Aí defrontou-se com as forças bizantinas no Egito, comandadas por Teodoro. A batalha de Heliópolis, travada a 6 de julho de 640, foi resolvida forma relativamente rápida, saldando-se por mais uma vitória dos muçulmanos que abriu caminho à queda de grande parte do Egito nas mãos dos muçulmanos. No entanto, a fortaleza só se rendeu após vários meses de cerco. Alexandria, a capital da província romano-bizantina há mais de mil anos, rendeu-se alguns meses mais tarde. No final de 641 foi assinado um tratado de paz nas ruínas de um palácio de Mênfis. Apesar do bizantinos terem recuperado brevemente parte dos territórios perdidos em 645, foram novamente derrotados na Batalha de Niciu, travada em maio de 646, após o que o país permaneceu firmemente sob o controlo dos árabes.[carece de fontes?]
Tendo sido nomeado governador da província recém-conquistada por Omar, Anre precisava de uma nova capital, Sugeriu que se instalasse um governo na grande e bem equipada cidade de Alexandria, na orla ocidental do Delta do Nilo. No entanto, Omar recusou, dizendo que não queria a capital separada dele por um curso de água. Assim, em 641, Anre fundou uma nova cidade — Fostate — na margem oriental (direita) do Nilo, centrada na sua própria tenda, que estava montada junto à Fortaleza da Babilónia. Anre mandou também erigir uma mesquita no centro da sua nova cidade. Essa mesquita foi a primeira do continente africano. A Mesquita de Anre ainda existe atualmente na parte antiga do Cairo ("Mácer Aladima" - Masr el-Adima), apesar de ter sido reconstruída extensivamente ao longo dos séculos e nada reste da sua estrutura original.[carece de fontes?]
Embora alguns egípcios não tenham apoiado as tropas bizantinas durante a conquista árabe, algumas aldeias começaram a organizar-se contra os novos invasores. Depois da Batalha de Niciu, em 646, as tropas árabes destruíram muitas aldeias egípcias na sua marcha para Alexandria durante uma revolta que estalou contra os invasores no Delta. A resistência dos egípcios parece ter ocorrido aldeia a aldeia, sem um comando unificado central, o que deve ter contribuído para o seu falhanço.[carece de fontes?]
Maomé tinha dito uma vez a Anre — «quando conquistares o Egito, sê bondoso para o seu povo, pois eles são os teus amigos e parentes protegidos» (a mulher ou escrava favorita de Maomé, Maria, a Copta, era egípcia).[carece de fontes?]

#### Destruição da Biblioteca de Alexandria
É usual apontar-se Anre ibne Alas como o protagonista da destruição da Biblioteca de Alexandria, embora desde o século XVIII isso seja tema de controvérsia entre os historiadores, nomeadamente devido às contradições das poucas fontes históricas conhecidas, todas datadas de pelo menos 500 anos depois do século VII. Aconselhado por Omar, a quem teria pedido instruções, Anre teria distribuído os livros da biblioteca pelos banhos de Alexandria para servirem de combustível de aquecimento. A queima dos livros ter-se-ia prolongado por seis meses. É famosa a resposta supostamente enviada a Anre por Omar em relação à biblioteca: «se esses livros estiverem de acordo com o Alcorão, então não precisamos deles para nada; e se eles se opõem ao Alcorão, destrói-os.»

### Reinados de Otomão, Ali e Moáuia

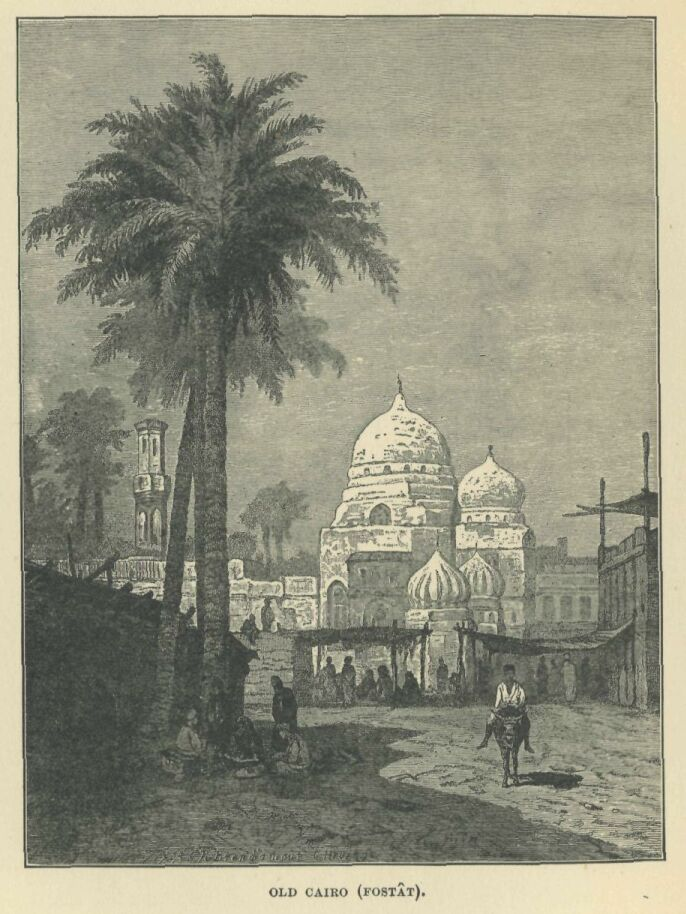
Postal do início do século XX da área onde foi fundada Fostate, no Cairo Antigo

Em 644 Otomão tornou-se califa depois do assassinato de Omar. Anre continuou como governador do Egito durante os primeiros tempos do reinado de Otomão mas este acabaria por destituí-lo, nomeando no seu lugar o seu irmão adotivo Abedalá ibne Sade. Anre ficou muito ofendido com a sua destituição e foi encontrar-se com Otomão a Medina, uma reunião que azedou ainda mais as relações entre eles. Anre passou então a criticar duramente o governo de Otomão e teve um paper destacado na instigação do descontentamento contra Otomão. Na revolta que estalou contra este, os egípcios estiveram na linha da frente e uma das razões para isso era a demissão de Anre. Este não escondia a sua oposição ao califa e desafiava-o abertamente, dizendo que levantaria todo o império muçulmano contra ele. Quando a revolta ganhou força em Medina, Anre retirou-se para a Palestina e era aí que se encontrava quando Otomão foi assassinado.
Após o assassínio de Otomão, Ali foi eleito califa. Anre manteve-se neutro na Palestina, provavelmente na expetativa de lhe ser novamente entregue o governo do Egito. No entanto, Ali entregou o cargo a Cais ibne Saade, que se revelaria um bom governador, que manteve o Egito seguro e fiel a Ali. Entretanto Moáuia ibne Abi Sufiane conseguiu criar desconfiança entre Ali e Cais e este acabou por ser deposto. Mais uma vez, Anre aspirou ao cargo, mas Ali nomeou Maomé ibne Abi Becre, o que levou Anre, despeitado a aproximar-se de Moáuia.
Moáuia estava ciente de que para os seus planos de derrubar Ali fossem bem sucedidos, teria que garantir que o Egito não apoiaria Ali contra ele. Por isso tecido a trama de intrigas que levou à destituição de Cais. Maomé Abacar tinha um carácter impulsivo e tempestuoso e adequava-se aos planos de Moáuia provocar distúrbios no Egito. Para isso precisava de alguém com influência na província e concluiu que Anre era a pessoa mais bem colocada para retirar o controlo do Egito a Ali. Por isso, convidou-o para Damasco, onde o recebeu quase como um rei. Os dois aliaram-se, tendo Moáuia dado o comando do seu exército a Anre e prometido que o faria governador do Egito caso ele conseguisse conquistar aquela província. Esta aliança entre Anre e Moáuia provou ser um grande revés para Ali naquilo que ficou conhecido como Primeira Fitna (ou "Primeira Guerra Civil Islâmica"), entre Ali e Moáuia.
Foi Anre quem, em nome de Moáuia, chefiou as negociações com Ali, representado por Abu Muça Alaxari. Anre esteve também na Batalha de Sifim, travada em julho de 657 entre as tropas de Ali e de Moáuia
Anre ibne Alas encontrava-se em Fostate como governador do Egito em nome de Moáuia quando morreu em 6 de janeiro de 664.